# Sarraceniaceae
Sarraceniaceae este o familie de plante carnivore din ordinul Ericales.